# 响水铺水库
响水铺水库，原名洋河水库，位于中华人民共和国河北省张家口市宣化区，是洋河干流上一座中型水库。水库工程于1970年开工，1973年底基本竣工，2003～2006年实施了除险加固。水库总库容5750万立方米。大坝位于宣化区顾家营镇站家庄村以西，主坝为混凝土重力坝，最大坝高25.5米，坝长273米，坝顶宽5米，坝址以上集水面积14140平方千米。水库承担着下游16.62万人口、1.08万公顷耕地的防洪安全，并灌溉下游1.07万公顷农田。。